# Max von Schlebrügge
Max von Schlebrügge (født 1. februar 1977) er en svensk fodboldspiller, der tidligere har spillet for Hammarby.
Han har spillet for Brøndby IF, hvor han kom til fra den belgiske klub RSC Anderlecht den 3. januar 2008 på en 4-årig kontrakt. Han spiller primært i midterforsvaret, men dækker også positionen som venstre back.

## Privat
Hans farmor var halvsøster til modellen Nena von Schlebrügge, der var mor til skuespilleren Uma Thurman.